# Vančo Trajanov
Vančo Trajanov (mazedonisch Ванчо Трајанов; * 9. August 1978 in Delčevo) ist ein mazedonischer Fußballspieler.

## Werdegang
Der Mittelfeldspieler Trajanov begann seine Karriere beim FK Bregalnica Delčevo und spielte danach für die mazedonischen Vereine FK Pelister Bitola und FK Napredok Kičevo. Im Jahre 2000 wechselte er nach Bulgarien und spielte zunächst für Welbaschd Kjustendil und ab 2002 für Lokomotive Plowdiw. Mit Plowdiw gewann Trajanov im Jahre 2004 die bulgarische Meisterschaft, bevor er nach Deutschland zu Arminia Bielefeld wechselte. Für die Arminia absolvierte Trajanov ein Bundesligaspiel. 
Im Jahre 2006 kehrte Trajanov nach Bulgarien zurück und spielte für den FC Tschernomorez Burgas, bevor er in der Saison 2009/10 für Maccabi Petach Tikwa aus Israel spielte. Trajanov kehrte erneut nach Bulgarien zurück und spielte für Minjor Pernik, den FC Tschernomorez Burgas sowie von 2014 bis 2018 für Lokomotive Plowdiw. Nach fast vier Jahren Pause läuft Trajanov für den Drittligisten FC Atletik Kuklen auf.
Zwischen 2001 und 2009 wurde Trajanov 38-mal in der mazedonischen Nationalmannschaft eingesetzt und erzielte dabei drei Tore.